# George Onslow
André George Louis Onslow (Clarmont d'Alvèrnia, Alvèrnia, 27 de juliol de 1784 - Clarmont d'Alvèrnia, 3 d'octubre de 1853) fou un compositor francès.
Fill d'un noble anglès instal·lat a França, visqué a Londres, on estudià piano amb Nicolas-Joseph Hüllmandel, Jan Ladislav Dussek i Johann Baptist Cramer. El 1808, es trasllada de nou a França, al castell de Chalendrat que acabava de comprar el seu pare, on fou alumne de composició d'Anton Reicha a París. Passà la major part de la seva vida a la seva ciutat natal, on tocà el piano i el violoncel en un conjunt orquestral format per aficionats. La música de cambra ocupa gran part de la seva producció. Escriví un gran nombre de quartets i quintets de corda i també de trios, quintets i sextets amb piano, així com música de cambra per a instruments de vent.
El 1832 fou nomenat membre honorari de la Societat Filharmònica de Londres, i el 1842, membre de l'Acadèmia de Belles Arts de París.

## Obres
- Òperes:
  - 1824:L'Alcalde de la Véga.
  - 1827:Le Colporteur.
  - 1837:Guise ou els Etats de Blois.
- 4 Simfonies.
- 6 Duos per a piano i violí.
- 36 Quartets per a corda.
- 10 Trios per a piano, violí i violoncel.
- 34 Quintets per a corda.
- 1 Sonata per a piano i 2 per a quatre mans.
- Variacions i tocates.